# باربرا ووكر
باربرا ووكر (بالإنجليزية: Barbara Walker)‏ هي رسامة وفنانة بريطانية، ولدت في 1964 في برمنغهام في المملكة المتحدة.